# Julius Wellstein
Julius Wellstein (* 8. April 1888 in Weißenburg; † 11. April 1978 in Würzburg) war ein deutscher Mathematiker.
Wellstein war eines von zehn Kindern des Garnisonsverwaltungsdirektors Joseph Wellstein. Nach dem Abitur 1906 in Saarbrücken studierte er Mathematik und Naturwissenschaften an der Universität Straßburg und wurde dort 1912 bei Friedrich Schur zum Dr. phil. nat. promoviert (Zur Theorie der Reibung starrer Körper). Ab 1912 war er Assistent am Lehrstuhl für Darstellende Geometrie der TH Dresden bei Walther Ludwig und ab 1914 an der TH Karlsruhe. Im Ersten Weltkrieg war er ab 1914 Kriegsfreiwilliger, diente in Frankreich und der Ukraine und erhielt das Eiserne Kreuz erster und zweiter Klasse. Ab 1919 war er wieder an der TH Karlsruhe als Assistent von Richard Baldus, habilitierte sich 1923 über Differentialgeometrie isotroper Kurven, war darauf Privatdozent an der Technischen Hochschule Karlsruhe und wurde 1925 außerordentlicher Professor. Die Nachfolge von Baldus, für die er sich beworben hatte und dessen Lehrstuhl er ein Jahr vertrat, trat 1932 Gerhard Haenzel an. Am 1. Oktober 1936 wurde Wellstein ordentlicher Professor an der Universität Würzburg als Nachfolger von Georg Rost. 1945 zunächst amtsenthoben trat er seine Professur 1948 (ab 1. Juli 1947 zunächst als kommissarischer Vorstand des Mathematischen Seminars und Astronomischen Instituts mit Sternwarte) wieder an. 1952 ging er auf eigenen Wunsch in den Ruhestand.
Sein älterer Bruder Josef Wellstein war Mathematikprofessor in Straßburg; sein Sohn Hartmut Wellstein wurde Professor für Didaktik der Mathematik an der Universität Flensburg.